# Derris latifolia
Derris latifolia là một loài thực vật có hoa trong họ Đậu. Loài này được (Kunth) Ducke miêu tả khoa học đầu tiên.